# بازار سهام

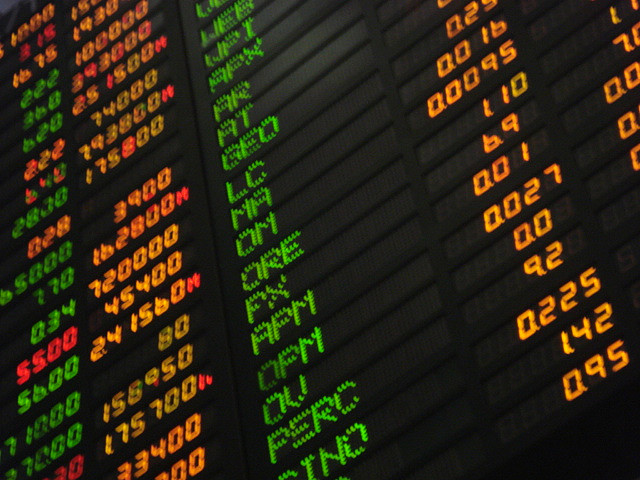
نمایی از تابلوی بازار بورس و سهام فیلیپین

بازار سهام (به انگلیسی: Stock market) یا بازار اوراق بهادار یک نهاد عمومی (شبکه‌ای آزاد از معاملات اقتصادی، امکانات فیزیکی و نه نهاد گسسته) برای معامله سهام شرکت و مشتقات آن در قیمت توافق شده‌است.
بازار سهام به شرکت‌ها این امکان را می‌دهد که به سرمایه و سرمایه گذاران از طریق توزیع بخشی از مالکیت شرکت به همراه پتانسیلی برای محقق کردن درآمدها بر پایه عملکرد آتی خود دسترسی داشته باشند.